# Krāslava
Krāslava ( výslovnost) je město v Lotyšsku a správní centrum stejnojmenného kraje. V roce 2004 zde žilo 10 160 obyvatel.